# Kaj Chydenius
Kaj Chydenius est un compositeur finlandais né le 16 octobre 1939 à Kuusankoski (vallée de la Kymi) et mort le 20 avril 2024 à Helsinki (Uusimaa).

## Biographie
Très prolifique, Kaj Oskar Chydenius est notamment l'auteur de la musique de la pièce musicale d’Arvo Salo Lapualaisooppera et de nombreuses musiques de films. À ses débuts, il a mis en musique beaucoup de poèmes d'Eino Leino, Arvo Salo, Matti Rossi. Lié au nom de Love Records, son premier disque en 1966 est aussi le premier de ce label. En 1977 sort la compilation de ses meilleures chansons d’amour (Kauneimmat rakkaudenlaulut), qui contient beaucoup de ses chefs-d’œuvre, avec les meilleurs interprètes de l’époque : Aulikki Oksanen, poétesse et figure de la chanson engagée, Kaisa Korhonen, à la voix un peu acide typique des années 1960, et surtout Kristiina Halkola (chansons « Ei puolikasta » et « Jos rakastat »), sex-symbol des années 1960, et Kiti Neuvonen qui interprète un des tangos finlandais les plus renommés, « Nuoruustango ».
Kaj Chydenius était lui-même chanteur, il avait un baryton puissant, on peut l'entendre notamment sur « Sinua sinua rakastan ».
L’album contient également une reprise célèbre de la chanson traditionnelle « Kalliolle kukkulalle », avec des chœurs assez sophistiqués qui ont beaucoup influencé Ultra Bra.
Il est également le compositeur de « Laulu 20 perheestä » (La chanson des vingt familles), fondée sur l’idée que la Finlande n’était pas gouvernée par les politiciens mais par vingt familles d’héritiers et de grands industriels, en majorité svécophones.

## Musiques de films
- 1965 : Jeu du hasard (Onnenpeli) de Risto Jarva
- 1966 : Amour libre (Käpy selän alla) de Mikko Niskanen
- 1967 : Une jeune fille finlandaise (Lapualaismorsian) de Mikko Niskanen
- 1968 : Les Moutons d'asphalt (Asfalttilampaat) de Mikko Niskanen
- 1969 : Le temps des roses (Ruusujen aika) de Risto Jarva
- 1971 : Le Comte (Kreivi) de Peter von Bagh
- 1972 : When the Heavens Fell (Kun taivas putoaa...) de Risto Jarva
- 1978 : Bomsalva  de Lars Molin

## Décorations
- Médaille Pro Finlandia (2006)
- Commandeur de l'ordre du Lion de Finlande (2023)